# Ixora trichandra
Ixora trichandra är en måreväxtart som beskrevs av Cornelis Eliza Bertus Bremekamp. Ixora trichandra ingår i släktet Ixora och familjen måreväxter. Inga underarter finns listade i Catalogue of Life.